# Thug Life: Volume 1
A Thug Life: Volume 1 a Thug Life nevű együttes első lemeze, amelyet Tupac Shakur alapított, az album 1994. szeptember 26-án jelent meg. A korongot eredetileg Shakur kiadója, az Out Da Gutta Records adta ki. Mivel abban az időben a gengszter rappet erős kritikákkal illették, az eredeti albumot kiselejtezték, néhány dalt újra felvettek, vagy cenzúráztak. 2Pac elmondta, két változata is készült a lemeznek, sok felvétel ezek közül még mindig kiadatlan.
A csapat tagjai Big Syke, Macadoshis, Mopreme, The Rated R és Tupac Shakur voltak. Az albumról leginkább említésre szoruló dalok a "Bury Me a G", "Cradle to the Grave", "Pour Out a Little Liquor" (ami szintén megjelenik a Túl a palánkon című 1994-es film filmzenéjén), "How Long Will They Mourn Me?" és a "Str8 Ballin'".
Az album csupán tíz dalt tartalmaz, mivel az Interscope Records a többit túl ellentmondásosnak tartotta ahhoz, hogy kiadja.
Noha az eredeti album kiadása sosem valósult meg, mivel rengeteg változtatáson ment keresztül, Tupac az 1994-es Source Awards díjkiosztón előadta az "Out on Bail" című dalt, amely eredetileg az album első kislemeze lett volna. Bár a lemezt eredetileg az Out Da Gutta jelentette meg, az Amaru Entertainment (amelynek tulajdonosa Tupac Shakur édesanyja) megszerezte a jogokat. A Thug Life: Volume 1 kiadása után röpke két évvel lett aranylemez. A "How Long Will They Mourn Me?" című dal Tupac 1998-ban kiadott Greatest Hits című válogatásalbumán is szerepelt.

## A dalok listája
| #  | Cím                                              | Előadó(k)                                       | Producer(ek)        |
| -- | ------------------------------------------------ | ----------------------------------------------- | ------------------- |
| 1  | "Bury Me a G" (feat. Natasha Walker)             | 2Pac/Mopreme Shakur/Rated R/Big Syke/Macadoshis | Thug Music          |
| 2  | "Don't Get It Twisted"                           | Mopreme Shakur/Rated R/Macadoshis               | Jay, Mopreme        |
| 3  | "Shit Don't Stop" (feat. Y.N.V.)                 | 2Pac/Mopreme Shakur/Rated R/Big Syke/Macadoshis | Thug Music          |
| 4  | "Pour Out a Little Liquor"                       | 2Pac                                            | Johnny "J"          |
| 5  | "Stay True" (feat. Stretch)                      | 2Pac/Mopreme Shakur                             | Thug Music          |
| 6  | "How Long Will They Mourn Me?" (feat. Nate Dogg) | 2Pac/Rated R/Big Syke/Macadoshis                | Nate Dogg, Warren G |
| 7  | "Under Pressure" (feat. Stretch)                 | 2Pac/Stretch                                    | Thug Music          |
| 8  | "Street Fame"                                    | 2Pac/Mopreme Shakur/Rated R/Big Syke            | Stretch             |
| 9  | "Cradle to the Grave"                            | 2Pac/Mopreme Shakur/Rated R/Big Syke/Macadoshis | Big Syke, Jay       |
| 10 | "Str8 Ballin'"                                   | 2Pac                                            | Easy Mo Bee         |

## Lista helyezések
| Kritikák             | Kritikák  |
| Forrás               | Értékelés |
| -------------------- | --------- |
| AllMusic             | 3/5       |
| Entertainment Weekly | A− link   |
| Sputnikmusic         | link      |

### Album
| Év   | Album            | Helyezés      | Helyezés           |
| Év   | Album            | Billboard 200 | Top Hip Hop Albums |
| 1994 | Thug Life Vol. 1 | #42           | #6                 |

### Kislemezek
| Év   | Dal                   | Helyezés                         | Helyezés        | Helyezés |
| Év   | Dal                   | Hot R&B/Hip-Hop Singles & Tracks | Hot Rap Singles |          |
| 1995 | "Cradle to the Grave" | #91                              | #25             |          |